# Zé da Cupira o Cangaceiro de Poço Redondo
Zé da Cupira: O Cangaceiro de Poço Redondo é um filme brasileiro de longa-metragem com direção, roteiro e produção de Beto Patriota. Ambientado no sertão nordestino, o filme mistura ação, drama e misticismo ao retratar a trajetória de um cangaceiro em busca de vingança e redenção.

## Sinopse
Zé da Cupira, O Cangaceiro de Poço Redondo narra a trajetória de Zé da Cupira, um cangaceiro temido, mas também reverenciado no sertão nordestino. Após o assassinato de seu pai, Tonho Garra, pelo tirânico Coronel João Maia, Zé da Cupira busca vingança. Ao lado de seu bando, ele enfrenta emboscadas e traições, enquanto lida com dilemas morais e espirituais. O filme é um épico regional que mistura ação, drama e misticismo.

## Produção
O filme foi dirigido, roteirizado e produzido por Beto Patriota, que também atuou em diversas funções da produção. As filmagens ocorreram no sertão sergipano, valorizando cenários naturais da caatinga.

## Ficha técnica
- Direção, Roteiro e Produção: Beto Patriota
- Direção de Arte: Beto Patriota
- Assistente de Direção: Grazi Freitas
- Diretor de Produção: Andrad Muniz
- Direção de Fotografia: RS Naná
- Som Direto: RS Naná
- Figurinos e Adereços: Beto Patriota, Grazi Freitas, Marcos Vieira, Manoela Santos
- Câmeras: Nininho, Rodrigo Luiz, Evran Guedes, Diego A. Patriota
- Efeitos Especiais: Beto Patriota
- Efeitos Visuais e Sound Design: Joél Álves
- Design Gráfico: Diego A. Patriota
- Imagens Aéreas: Air Drone Imagens Aéreas
- Maquiagem: RS Naná, Will Rumão, Caio Felipe, Douglas de Santos
- Direção Musical: Diego A. Patriota, Beto Patriota, Joél Álves
- Edição: Joél Álves
- Platô: Anderson Oliveira

## Elenco
- Grazi Freitas
- Javier Ítalo
- Frei Enoque
- Robério Santos
- Cyntia Menezes
- Júnior Bastos
- Marcos Vieira
- Altair Soares
- Luzinete Araújo
- Valter Ferreira
- Andrad Muniz
- Will Rumão
- Maria Oliveira
- Luizinho Oliveira
- Arquibaldo Campos
- Isadora Leite
- Jaqueline Araújo
- Regys Santana
- Marcelo Soares

## Trilha sonora
A trilha sonora reúne diversos artistas e composições originais voltadas à estética nordestina e ao clima do cangaço:
- "Aboio de Rabeca, Xaxado Guerreiro" – Bruno Duarte
- "Pifanada Adubada" – Felipe Junqueira Gomide
- "Forró Estalado" – Davi Sibella de Freitas
- "Mandacaru, Conheço Bem o Sertão" – Paulo Bezerra Filho e Afonso José dos Santos
- "Conheço Bem o Sertão" – Paulo Bezerra Filho (Paulinho do Forró)
- "A Mala do Folheteiro, O Salvador Daqui" – Marcus Antônio Queiroz Lucena
- "Agitação, Lamúria, Calmaria, Assombro Descarado, Revelação, Castigo da Seca, Emboscada, Embate, Vagalume da Morte, O Adeus, Anoitecer, Céu Amarelo" – Gilberlan Resende Santos
- "A Seca" – Iguassu Cândido P. Ramalho (Bob Lelis) e Luiz José Fontineli de Souza
- "Pé de Boi, Lembrando de Tu" – Iguassu Cândido P. Ramalho (Bob Lelis)
- "O Canto do Acauã" – Luiz José Fontineli de Souza
- "Zé da Cupira e Rosinha" – Carlos José Pereira Lima e Wallyson Darlan de A. Lins
- "Aboio de Boca de Grota" – Jairo Luis Gomes Siqueira (Jairinho Aboiador)
- "Fazenda Capoeira" – Marizete Alves dos Santos (Marizete Rezadeira)
- Músicas incidentais: Cleilton Miguel dos Santos